# Filippo Parlatore
Filippo Parlatore, född 8 augusti 1816 i Palermo, död 9 september 1877 i Florens, var en italiensk läkare och botaniker.
Parlatore blev medicine doktor i Palermo 1837 och extra ordinarie professor i anatomi där samt professor i botanik och museiföreståndare i Florens 1842. 
Han företog en längre resa genom Europa och besökte därunder även norra Skandinavien enligt reseskildringen Voyage au nord de l'Europe (1854). 
Han var en av Italiens främsta botaniker och utgav utom flera smärre skrifter Flora italiana (1–10, 1848–94, avslutad av Théodore Caruel).
Auktorsnamnet Parl. kan användas för Filippo Parlatore i samband med ett vetenskapligt namn inom botaniken; se Wikipediaartiklar som länkar till auktorsnamnet.

### Fotnoter
1. 1 2  SNAC, SNAC Ark-ID: w6998s08, läs online, läst: 9 oktober 2017.[källa från Wikidata]
2. 1 2  www.accademiadellescienze.it, Accademia delle Scienze di Torino-ID: filippo-parlatore, läst: 1 december 2020.[källa från Wikidata]
3. 1 2  Base biographique, Bibliothèque interuniversitaire de santé, BIU Santé person-ID: 52241.[källa från Wikidata]
4. 1 2  www.accademiadellescienze.it, Accademia delle Scienze di Torino-ID: filippo-parlatore, läst: 1 december 2020.[källa från Wikidata]